# BMI Film & TV Awards 1994
Die Verleihung der BMI Film & TV Awards 1994 war die neunte ihrer Art. Bei der Verleihung werden immer Arbeiten des Vorjahres ausgezeichnet. In der Kategorie Most Performed Song from a Film werden die jeweiligen Songkomponisten ausgezeichnet, es kann hier also Abweichungen von den Soundtrackkomponisten geben.

## Preisträger

### BMI Film Music Award
- Bodyguard von Alan Silvestri
- Cool Runnings – Dabei sein ist alles von Hans Zimmer
- Die Firma von Dave Grusin (Oscar-Nominierung als beste Filmmusik 1994)
- Free Willy von Basil Poledouris
- Und täglich grüßt das Murmeltier von George Fenton
- Ein verrücktes Paar von Alan Silvestri
- Ein unmoralisches Angebot von John Barry
- Jurassic Park von John Williams
- Der letzte Mohikaner von Randy Edelman
- Der Duft der Frauen von Thomas Newman
- Schindlers Liste von John Williams (Oscar als beste Filmmusik 1994)

### Most Performed Song from a Film
- Aladdin von Alan Menken (für den Song A Whole New World) (Oscar als bester Song 1994)
- Bodyguard von David Foster und Linda Thompson (für den Song I Have Nothing) (Oscar-Nominierung als bester Song 1994)

### BMI TV Music Award
- 20/20 von Robert Israel
- 48 Hours von Edd Kalehoff
- Ellen von W. G. Snuffy Walden
- Frasier von Bruce Miller und Darryl Phinnessee
- Full House von Jeff Franklin und Bennett Salvay
- Grace von Dennis C. Brown, John Lennon und Paul McCartney
- Mord ist ihr Hobby von Bruce Babcock und Steve Dorff
- Murphy Brown von Steve Dorff
- Ausgerechnet Alaska von David Schwartz
- New York Cops – NYPD Blue von Mike Post
- Rescue 911 von Scott Roewe und Stu Goldberg
- Roseanne von W. G. Snuffy Walden
- Überflieger von Bruce Miller